# Pagoda enega stebra
Pagoda z enim stebrom (vietnamsko Chùa Một Cột Predloga:Vi-nom) formalno pripada arhitekturnemu kompleksu, imenovanemu Diên Hựu tự (延祐寺), kar pomeni »pagoda širi blagoslov«. Pagoda je zgodovinski budistični tempelj v osrednjem okrožju Ba Đình (blizu citadele Thăng Long) v Hanoju, glavnem mestu Vietnama. Najbolj znan del tega arhitekturnega kompleksa je Liên Hoa Đài (蓮花臺) pomeni »Lotusova postaja«, ki je tempelj s posebno strukturo: stavba, postavljena na enem stebru. Prvotna pagoda, ki je bila zgrajena leta 1049, je imela nekaj dodatkov in je bila izpopolnjena leta 1105. Poleg Dišeče pagode velja za enega od dveh najbolj ikoničnih templjev v Vietnamu.

## Zgodovina

### Dinastija Lý
Tempelj je zgradil cesar Lý Thái Tông, ki je vladal od leta 1028 do 1054. Po sodnih zapisih je bil Lý Thái Tông brez otrok in je sanjal, da je srečal bodhisatvo Avalokitešvara, ki mu je predal sina, ko je sedel na lotosovem cvetu. Lý Thái Tông se je nato poročil s kmečko deklico, ki jo je spoznal in rodila mu je sina. Cesar je zgradil tempelj v zahvalo za to leta 1049, ko mu je menih po imenu Thiền Tuệ naročil, naj zgradi tempelj tako, da sredi lotosovega ribnika postavi steber, podoben tistemu, ki ga je videl. v sanjah.
Tempelj je bil v takratnem vrtu Tây Cấm v Thạch Bảo, okrožju Vĩnh Thuận v prestolnici Thăng Long (zdaj znano kot Hanoj). Preden je bila pagoda odprta, so potekale molitve za dolgo življenje monarha. V obdobju dinastije Lý je bil tempelj prizorišče letne kraljeve slovesnosti ob prazniku Vesaka (pali Vesākha; sanskrit Vaiśākha), rojstnem dnevu Gautama Bude. Monarh je vsako leto organiziral slovesnost kopanja Bude, ki je na slovesnost pritegnila tako menihe kot laike. Monarh je nato osvobodil ptico, ki ji je sledilo ljudstvo.
Tempelj je leta 1105 prenovil cesar Lý Nhân Tông in leta 1109 so ulili zvon in ga  poskusili namestiti. Vendar je bil zvon, ki je veljal za eno od štirih glavnih kapitalnih del v tistem času v Vietnamu, veliko prevelik in težek in ga ni bilo mogoče namestiti. Ker ga ni bilo mogoče zaračunati, ko je bil na tleh, so ga preselili na podeželje in odložili na obdelovalna zemljišča ob templju Nhất Trụ. Ta dežela je bila široko poseljena z želvami, zato je zvon postal znan kot Chuông Quy Điền (Predloga:Vi-nom), kar pomeni »Zvon kmetije želv«. Na začetku 15. stoletja je Vietnam vdrla in ga okupirala dinastija Ming. Leta 1426 je bodoči cesar Lê Lợi napadel in razpršil kitajske sile in medtem ko so se Ming umikali in jim je primanjkovalo orožja, je njihov poveljujoči general ukazal, da se zvon pretopi, da bi lahko baker uporabili za izdelavo orožja.

### Po dinastiji Lý
V času dinastije Nguyễn je bila pagoda obnovljena in ponovno zgrajena v letih 1840-1850 in 1922.
Pagoda je bila razstreljena leta 1954. V nasprotju s splošnim pisanjem je niso uničili Francozi, temveč vietnamski poročnik francoske vojske, ki je bil strogo kaznovan. Leta 1955 je ministrstvo za kulturo Demokratične republike Vietnam obnovilo pagodo in Lotosovo postajo na podlagi arhitekturnega sloga, ki ga je zapustila dinastija Nguyễn.

## Arhitektura

### Originalna arhitektura
Bilo je nekaj dodatkov in izpopolnjeno leta 1105 po Đại Việt sử ký toàn thư:
 »Yi You (乙酉), (Long Phù) peto leto (1105 n. št.), Song Chongning četrto leto. [...] Takrat je cesar (Lý Thánh Tông) popravil pagodo Diên Hựu, da je bila lepša od prej, izkopal jezero Liên Hoa Đài (jezero Lotosove postaje), imenovano jezero Linh Chiểu. Zunaj jezera je bil naokoli hodnik, zunaj koridorja so izkopali še eno jezero, imenovano jezero Bích Trì, zgradili mostove za prečkanje. Pred templjem na dvorišču je zgrajena stupa.«
V raziskovalni nalogi iz leta 1999 je raziskovalec ljudske kulture Nguyễn Hùng Vĩ podal dokaze, ki dokazujejo: arhitektura pagode z enim stebrom (Liên Hoa Đài) je podobna ruševinam kamnitega stebra pagode Dạm. Po besedah dr. Trần Trọng Dươnga je izvirna arhitektura pagode Diên Hựu geometrijska konfiguracija simbolov budizma, imenovana Mandala.
Glede na rezultate raziskav v več kot 20 letih je 10. oktobra 2020 skupina raziskovalcev, arhitektov in slikarjev - SEN Heritage izvedla seminar, na katerem je predlagala načrt ponovne vzpostavitve prvotne arhitekture pagode Diên Hựu, ki temelji na arhitekturnem slogu dinastije Lý. Središče strukturnega kompleksa je Liên Hoa Đài (Lotosova postaja – pagoda z enim stebrom) s strukturo šesterokotne zgradbe z lotosovimi cvetovi na enem stebru. Skupina je za predstavitev svojih rezultatov raziskave uporabila 3D slike in virtualno resničnost. Seminarja so se udeležili strokovnjaki, kot so zgodovinar Dương Trung Quốc, raziskovalec Nguyen Hung Vi, dr. Tran Trong Duong in tisk.

### Obnova leta 1955
Tempelj je zgrajen iz lesa na enem samem kamnitem stebru premera 1,25 m in višine 4 m ter oblikovan tako, da spominja na lotosov cvet, ki je budistični simbol čistosti, saj lotos cveti v blatnem jezeru. Leta 1954 so sile francoske unije uničile pagodo, preden so se po prvi indokitajski vojni umaknile iz Vietnama. Kasneje je bila obnovljena.
Replika je bila zgrajena v Thủ Đức v Sajgonu v poznih 1950-ih in zgodnjih 1960-ih.